# Arms (Christina Perri)
Arms è un singolo della cantante statunitense Christina Perri, pubblicato il 15 marzo 2011 su etichetta discografica Atlantic Records come secondo estratto dall'album in studio lovestrong.. 
Il singolo è entrato alla posizione numero 94 della classifica statunitense il 2 aprile 2011 e vi è nuovamente entrato il 10 settembre dello stesso anno alla 97, passandovi due settimane in totale.

## Tracce
Testi e musiche di Christina Perri.
1. Arms – 4:21

## Classifiche
| Classifica (2011) | Posizione massima |
| ----------------- | ----------------- |
| Stati Uniti       | 94                |